# Reckless & Relentless
Reckless & Relentless è il secondo album in studio del gruppo musicale britannico Asking Alexandria, pubblicato il 5 aprile 2011 dalla Sumerian Records.

## Promozione
L'album è stato anticipato dal singolo Morte et dabo, pubblicato digitalmente il 15 febbraio 2011, e da Someone, Somewhere, pubblicato nelle radio rock statunitensi una settimana più tardi.
Oltre all'edizione standard, nel mercato statunitense sono state commercializzate anche due edizioni speciali per Best Buy e Hot Topic, contenente rispettivamente cinque e tre bonus track.

## Tracce
Testi e musiche di Asking Alexandria, eccetto dove indicato.
1. Welcome – 1:49
2. Dear Insanity – 3:09
3. Closure – 3:58
4. A Lesson Never Learned – 3:54
5. To the Stage – 3:30
6. Dedication – 1:03 (testo: James Murray)
7. Someone, Somewhere – 3:37
8. Breathless – 4:10
9. The Match – 4:15
10. Another Bottle Down – 3:34
11. Reckless & Relentless – 4:08
12. Morte et dabo – 5:15

Tracce bonus nell'edizione di Best Buy
1. When Everyday's the Weekend (Big Chocolate Remix) – 3:51
2. Nobody Don't Dance No More (Noah D Remix) – 3:49
3. If You Can't Ride Two Horses at Once... You Should Get Out of the Circus (Noah D Remix) – 3:53
4. I Was Once, Possibly, Maybe, Perhaps a Cowboy King (Robotsonics Remix) – 5:31
5. A Prophecy (Big Chocolate Remix) – 4:26

Tracce bonus nell'edizione di Hot Topic
1. Final Episode (Borgore's Die Bitch Remix) – 4:12
2. A Candlelit Dinner with Inamorta (Run DMT Remix) – 4:14
3. A Prophecy (Big Chocolate Electro Remix) – 4:17

Traccia bonus nell'edizione giapponese
1. Right Now (Na Na Na) – 4:21

## Formazione
Gruppo
- Danny Worsnop – voce (eccetto traccia 6)
- Ben Bruce – chitarra, voce (eccetto traccia 6)
- Cameron Liddell – chitarra ritmica
- Sam Bettley – basso
- James Cassells – batteria

Altri musicisti
- James Murray – voce (traccia 6)

Produzione
- Joey Sturgis – produzione, ingegneria del suono, missaggio, mastering
- Nick Sampson – montaggio e ingegneria del suono aggiuntive
- Shawn Keith – A&R
- Nick Walters – A&R
- Daniel McBride – layout
- Daniel Wagner – logo designer
- Paul Harries – fotografia

## Classifiche
| Classifica (2011)          | Posizione massima |
| -------------------------- | ----------------- |
| Australia                  | 30                |
| Regno Unito (rock & metal) | 7                 |
| Stati Uniti                | 9                 |
| Stati Uniti (hard rock)    | 2                 |
| Stati Uniti (independent)  | 3                 |
| Stati Uniti (rock)         | 4                 |